# Гордійчук Микола Максимович
Гордійчук Микола Максимович (9 травня 1919, Чорнорудка, нині Бердичівський район, Житомирська область — 2 серпня 1995, Ворзель, нині Бучанський район, Київська область) — український музикознавець, музично-громадський діяч, доктор мистецтвознавства (1972), професор (1972). Заслужений діяч мистецтв УРСР (1987). Член Спілки композиторів України (1946). Лауреат премії імені М. В. Лисенка (1986).
Брат художника Петра Гордійчука.

## Біографія
Микола Максимович Гордійчук народився на Житомирщині в сільській родині. Професійну освіту здобув у Київському музичному училищі імені Р. М. Глієра (1940).
Учасник Другої світової війни, нагороджений орденом Червоної Зірки, медалями.
1947 року закінчив Київську консерваторію.
Трудова біографія М.М. Гордійчука пов'язана з Інститутом мистецтвознавства, фольклористики та етнології ім. М. Т. Рильського: з 1947 року працював науковим співробітником, пізніше очолював відділи музики і музичного фольклору, музикознавства, був заступником директора Інституту, професором-консультантом.
В ІМФЕ захистив кандидатську (1954) та докторську (1972) дисертації.
Створив власну школу музикознавців-україністів. Під керівництвом М.М. Гордійчука підготовлено і захищено 48 докторських та кандидатських дисертацій.
Одним з перших підтримав творчі опуси композиторів-новаторів М. Скорика, Л. Дичко, В. Губаренка.

## Творчість
Автор понад 500 музичних праць, присвячених актуальним проблемам історії та сучасності української музичної культури.
Писав праці з історії української класичної та сучасної музики, у підручник «Українська музика» написав розділи «Українська народна музика» та «Українська радянська музика».
Автор монографій про життя і творчість композиторів-класиків: М. Лисенка (у співавторстві з  Л. Архімович), М. Леонтовича, М. Калачевського, П. Козицького, С. Людкевича, Л. Ревуцького, Б. Лятошинського, а також митців-сучасників — А. Штогаренка, А.Філіпенка, Л. Дичко  та ін.
Підготував випуск збірників «Українські народні пісні» (1951, 1958, 1979), «Українські радянські пісні» (1955), «Музика і час. Розвідки і статті» (1984), монографію «Українська радянська симфонічна музика» (1969).
М. М. Гордійчук був одним ініціаторів видання багатотомної академічної серії «Українська народна творчість», упорядкував і підготував до друку фольклорну спадщину М. Лисенка, П. Сокальського, П. Демуцького, М. Грінченка.
З ініціативи музикознавця в ІМФЕ започатковано багатотомне академічне видання «Історія  української музики».

## Вибрані твори
- П. О. Козицький. — К., 1951, вид. 2-е, доп., 1959;
- Композитори Радянської України. — К., 1951 (у співавт. з О. Васильченко, О. Шварцман та ін.);
- Украинская советская симфоническая музыка. — К., 1951;
- М. В. Лисенко: Життя і творчість. — К., 1952, 1963, 1992  (у співавт. з Л. Архімович);
- М. М. Калачевський— К., 1954;
- М. Д. Леонтович. — К., 1956;
- Українська радянська симфонічна музика. — К., 1956;
- Советские композиторы: Справочник. — М., 1957 (у співавт. з Л. Архімович, А. Касперт)',
- Українська радянська музика. — К., 1957;
- М. Д. Леонтович. — К., 1960;
- Симфонічна музика. — К., 1960;
- Украинская советская музыка. — К., 1960;
- Як записувати народну музику. — К., 1960;
- Симфонічна музика. — К., 1962;
- Г. І. Майборода. — К., 1963;
- Українська симфонія М. Калачевського. — К., 1963;
- П. I. Майборода. — К., 1964;
- Современная украинская народная песня. — М., 1964;
- Український радянський симфонізм. — К., 1967;
- Українська радянська симфонічна музика. — К., 1969;
- Українська музична Ленініана. — К., 1970;
- М. Леонтович. — К., 1972, 4 974;
- На музичних дорогах. — К., 1973;
- Взаємозбагачення і зближення українського мистецтва з мистецтвом братніх радянських народів. — К., 1977 (у співавт.);
- Николай Леонтович. — К., 1977;
- Художня самодіяльність на сучасному етапі. — К., 1977 (у співавт.);
- Леся Дичко. — К., 1978;
- Фольклор і фольклористика. — К., 1979;
- Музика і час. — К., 1984;
- Пилип Козицький. — К., 1985.